# Einfach Lesen
Einfach Lesen ist ein 1996 von Rosmarie Bernasconi gegründeter unabhängiger Schweizer Buchverlag in Bern.

## Geschichte
Der Verlag wurde 1996 zunächst als Eigenverlag Astrosmarie gegründet. 2002 wurde der Verlag umbenannt in Einfach Lesen. 2006 kam zum Verlag die Buchhandlung Einfach Lesen an der Badgasse 4 in Bern dazu.

## Verlagsprogramm
Der Verlag publizierte seit 1996 über 60 Bücher; vorwiegend Belletristik wie die Krimis von Regine Frei und Kinderbücher wie Die Aarepiraten von Flavio Baltermia oder Knirpsli in Afrika von Marc von Bonstetten.